# Municipio de Pukwana
El municipio de Pukwana (en inglés: Pukwana Township) es un municipio ubicado en el condado de Brule en el estado estadounidense de Dakota del Sur. En el año 2010 tenía una población de 145 habitantes y una densidad poblacional de 1,56 personas por km².

## Geografía
El municipio de Pukwana se encuentra ubicado en las coordenadas 43°48′54″N 99°12′6″O / 43.81500, -99.20167. Según la Oficina del Censo de los Estados Unidos, el municipio tiene una superficie total de 92.98 km², de la cual 92,66 km² corresponden a tierra firme y (0,34 %) 0,32 km² es agua.

## Demografía
Según el censo de 2010, había 145 personas residiendo en el municipio de Pukwana. La densidad de población era de 1,56 hab./km². De los 145 habitantes, el municipio de Pukwana estaba compuesto por el 90,34 % blancos, el 6,21 % eran amerindios y el 3,45 % eran de una mezcla de razas. Del total de la población el 2,76 % eran hispanos o latinos de cualquier raza.